# 25×137mm弾
25×137mm弾は、スイスのエリコン・コントラベス社が開発した25mm口径弾の規格。北大西洋条約機構（NATO）ではSTANAG 4173として標準化されている。

## 使用火器リスト
- エリコンKBA
- M242 ブッシュマスター
- GAU-12 イコライザー
  - GAU-22/A
- GIAT M811（英語版）

## 砲弾リスト
M791
装弾筒付き徹甲弾"APDS"（曳光弾）。現在までに570万発が製造された。APDS-Tは、軽装甲車両や自走榴弾砲の撃破に使用される。
M792
焼夷榴弾（自爆可能な曳光弾）。敵対戦車ミサイル発射陣地や、敵分隊の制圧に使用する。射程は最大で3,000m。
M793
訓練用教習弾（曳光弾）。1,150万発が製造された。M792と同じ砲弾特性を持ち、着弾と同時に破裂する教練弾。トレーサー火薬は2,000m以上燃え続けるが、M793の有効射程は1,600m。
M910
装弾筒付き教練弾（曳光弾）。M791と同様の砲弾飛行特性を持つ教練弾。装弾筒付き砲弾の砲撃練習に使用される。
MK210
焼夷榴弾（曳光弾）。22万8,000発が製造された。アメリカ海軍のMk 38 25 mm 機関砲に使用される。
M919
装弾筒付き翼安定型徹甲弾"APFSDS"（曳光弾）。基本的にM791と同様の目標撃破に使用される。違いは、安定翼がついている点。